# Joseph Bouchardy
Joseph Bouchardy [ejtsd: busárdi] (Párizs, 1810. március – Châtenay, 1870. május 28.) francia drámaíró.

## Életrajza

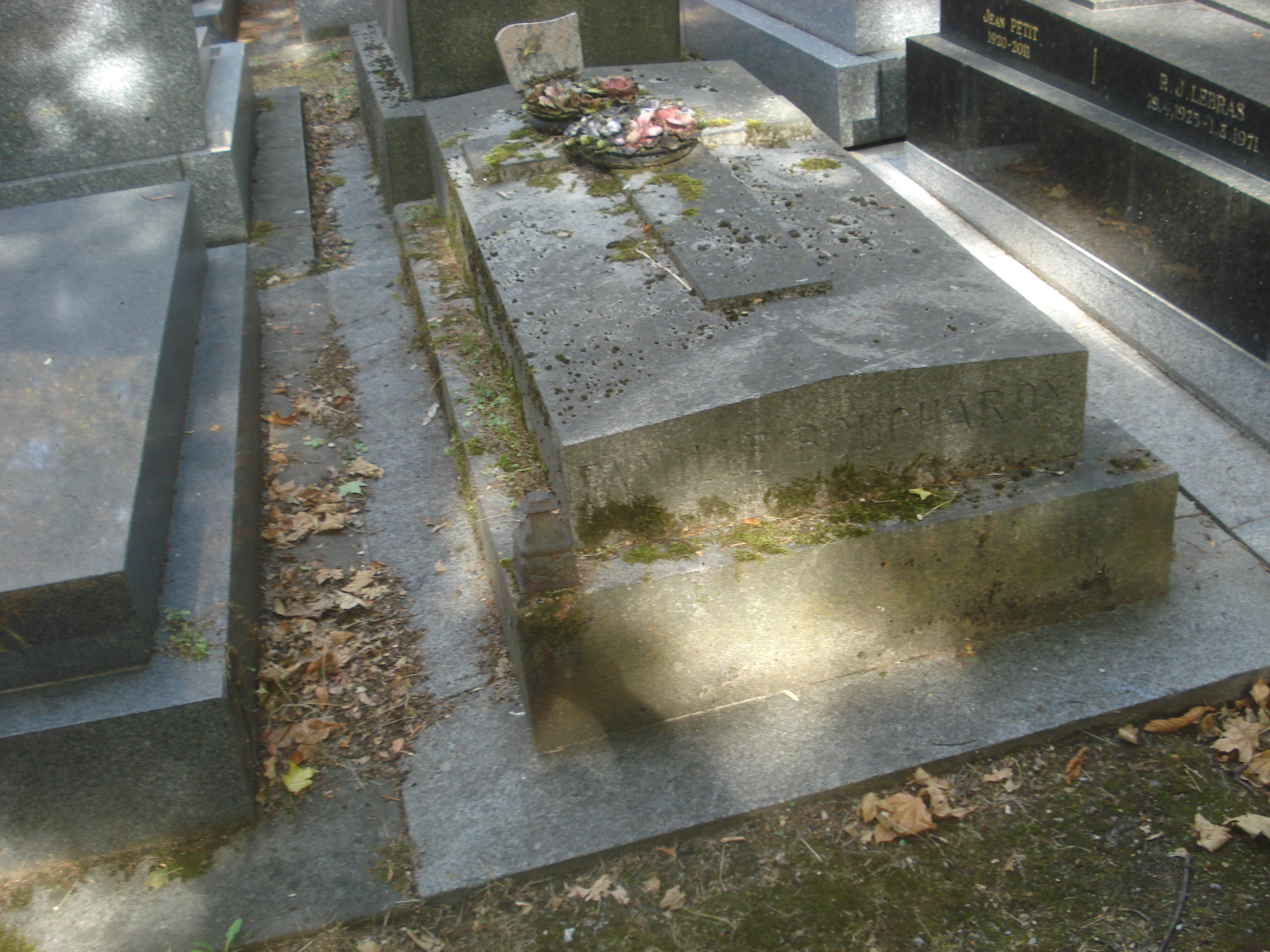
Családi sír a Montmartre-i temetőben

Kezdetben festészettel foglalkozott. Eugène Delignyvel közösen több színdarabot, azután maga több drámát írt, melyek a boulevard-színpadokon mind nagy sikert arattak.

## Drámái
- Gaspardo le pêcheur (1837)
- Le sonneur de Saint Paul (1838)
- Lazare le pâtre (1840)
- Paris le bohémien (1842)
- Les enfants trouvés (1843)
- Les orphelines d'Anvers (1844)
- La sœur du muletier (1845)
- Bertram le matelot (1847)
- La croix de Saint-Jacques (1850)
- Jean le cocher (1852)
- Le secret des cavaliers (1857)
- Micaël l'esclave (1859)
- Philidor (1863)
- L'armurier de Santiago (1868)